# 郑轲
鄭軻（1966年9月—），廣東茂名人，汉族，中国共产党党员，中华人民共和国政治人物。現任广东省政协副主席。

## 生平
鄭軻在1985年9月至1989年於廣州中山大學學習，獲哲學學士學位。1989年6月畢業後於廣東省委工作，历任广东省委直属机关纪工委干部、纪工委科员、团委科员、团委副书记、广东省委组织部地方干部处主任科员、助理调研员、干部三处副处长、公选办副主任、组织处处长、广东省委组织部副部长。
2015年2月，他转任中共深圳市委常委，同年5月兼任深圳市委组织部部长、党校校长、深圳行政学院院长、社会主义学院院长、市人才研修院院长。2018年12月升任中共深圳市委副書記。2019年10月卸任深圳市委组织部部长、党校校长、深圳行政学院院长、社会主义学院院长、市人才研修院院长职务。
2021年6月任中共佛山市委书记、佛山市人大常委会主任。2021年11月，卸任佛山市人大常委会主任。2023年1月13日，当选广东省政协副主席。2024年10月，卸任中共佛山市委书记一职。